# John Tuohill Murphy
John Baptist (Jean-Baptiste) Tuohill Murphy, né le 24 juin 1854 à Meanbanivan et mort le 16 avril 1926, est un spiritain irlandais qui fut missionnaire et évêque de l'île Maurice.

## Biographie
John Baptist Murphy naît dans le comté de Kerry au village de Meanbanivan, près de Castleisland. Son grand-oncle, l'abbé James Tuohill, qui habite alors dans la famille Murphy, lui donne une éducation classique. Il entre à l'âge de quatorze ans au collège des missionnaires spiritains français de Blackrock (Dublin), où il s'illustre dans les débats et contribue au journal littéraire du collège Il gagne également des prix en version grecque et en version latine.
Il se porte volontaire pour Trinidad en 1872, où il devient préfet des études du collège Sainte-Marie (St. Mary's). Il est ordonné prêtre en septembre 1878 et prononce ses vœux la même année. Il enseigne ensuite pendant sept ans au Rockwell College des spiritains dans le sud de l'Irlande, près de Cashel. 

### États-Unis
Ses succès le font remarquer par ses supérieurs qui le nomment en 1886 à la tête de leur nouveau collège de Pittsburgh (Pennsylvanie) qu'ils ont obtenu de haute lutte. Devenu recteur, il accueille les fils de famille d'immigrés irlandais qu'il mène vers des études d'excellence, avec une section commerciale réputée. Ce collège donnera naissance en 1911 à la Duquesne University. Le P. Murphy devient supérieur des spiritains de Pittsburgh de 1893 à 1899. Il souffre cependant des dissensions entre spiritains d'origine allemande et spiritains d'origine irlandaise.
Il rencontre aux États-Unis des intellectuels catholiques éminents parmi lesquels le cardinal Gibbons qui lui demande d'ouvrir une école à Baltimore; Mgr John Ireland (1838-1918), premier archevêque de Saint Paul (Minnesota); Catherine Drexel (canonisée en l'an 2000), etc.
Il retourne ensuite en Irlande à son alma mater de Blackrock et donnet des conférences à l'université d'Oxford. Il repart en 1906 pour les États-Unis, où il est élu provincial, fonde le collège apostolique du Saint-Esprit (Holy Ghost Apostolic College) de Cornwells Heights, près de Philadelphie et encourage la Mère Drexel à venir l'aider dans ses paroisses avec ses Sœurs. Il est rappelé en Irlande en 1910.

### Évêque de Port-Louis
Benoît XV le nomme en 1916 docteur en théologie à titre autodidacte, exemple rare d'estime, et aussitôt ensuite évêque du diocèse de Port-Louis, à l'île Maurice, alors colonie de l'Empire britannique, dont la population catholique est francophone. Il est consacré à la procathédrale de Dublin et prend ensuite le bateau pour l'Océan Indien. Son premier acte en arrivant est d'introduire la cause de béatification du Père Laval, apôtre spiritain de l'île. Il fait construire à Quatre Bornes en 1920 un séminaire spiritain qui deviendra dix-huit ans plus tard le prestigieux collège du Saint-Esprit.
Mgr Murphy est particulièrement attentif à la condition des malades et des pauvres et pousse les autorités municipales locales à construire des routes et des canalisations d'eau courante. Il prend comme coadjuteur Mgr James (Jacques) Leen lorsqu'il sent ses forces l'abandonner. Il meurt à Port-Louis, le 16 avril 1926.

## Source
- (en) Cet article est partiellement ou en totalité issu de l’article de Wikipédia en anglais intitulé « John Tuohill Murphy » (voir la liste des auteurs).